# FIBA Europapokal der Landesmeister 1978/79
Die Saison 1978/79 war die 22. Spielzeit des FIBA Europapokal der Landesmeister, der von der FIBA Europa veranstaltet wurde.
Den Titel gewann erstmals KK Bosna Sarajevo aus Jugoslawien.

## Modus
Es nahmen die 21 Meister der nationalen Ligen sowie der Titelverteidiger teil. Als erste Turnierstufe wurden sechs Gruppen mit je vier Mannschaften gebildet. Der Erstplatzierte jeder Gruppe erreichte die 2. Gruppenphase, in der die sechs verbliebenen Mannschaften um den Einzug ins Finale kämpften.

## 1. Gruppenphase
Bei Punktgleichheit zweier oder dreier Teams entschied nicht das Korbverhältnis, sondern der direkte Vergleich untereinander.
- 1. Spieltag: 2. November 1978
- 2. Spieltag: 9. November 1978
- 3. Spieltag: 16. November 1978
- 4. Spieltag: 23. November 1978
- 5. Spieltag: 30. November 1978
- 6. Spieltag: 7. Dezember 1978

### Gruppe A
| Team                 | Sp | S | N | P+  | P-  |
| -------------------- | -- | - | - | --- | --- |
| 1. Real Madrid       | 6  | 6 | 0 | 683 | 443 |
| 2. Honvéd Budapest   | 6  | 4 | 2 | 586 | 576 |
| 3. BK Klosterneuburg | 6  | 1 | 5 | 476 | 531 |
| 4. al Zamalek SC     | 6  | 1 | 5 | 446 | 641 |

### Gruppe B
| Team                 | Sp | S | N | P+  | P-  |
| -------------------- | -- | - | - | --- | --- |
| 1. Emerson Varese    | 4  | 4 | 0 | 455 | 303 |
| 2. BBC Amicale       | 4  | 2 | 2 | 325 | 407 |
| 3. Sporting Lissabon | 4  | 0 | 4 | 340 | 410 |

### Gruppe C
| Team                    | Sp | S | N | P+  | P-  |
| ----------------------- | -- | - | - | --- | --- |
| 1. Maccabi Tel Aviv     | 4  | 3 | 1 | 347 | 294 |
| 2. Fresh Air Anderlecht | 4  | 2 | 2 | 309 | 323 |
| 3. Eczacıbaşı Istanbul  | 4  | 1 | 3 | 273 | 312 |

### Gruppe D
| Team                 | Sp | S | N | P+  | P-  |
| -------------------- | -- | - | - | --- | --- |
| 1. Olympiakos Piräus | 6  | 4 | 2 | 522 | 431 |
| 2. Moderne Le Mans   | 6  | 4 | 2 | 515 | 438 |
| 3. Wybrzeże Gdańsk   | 6  | 4 | 2 | 540 | 545 |
| 4. Jalaa SC          | 6  | 0 | 6 | 431 | 584 |

### Gruppe E
| Team                 | Sp | S | N | P+  | P-  |
| -------------------- | -- | - | - | --- | --- |
| 1. KK Bosna Sarajevo | 6  | 5 | 1 | 573 | 419 |
| 2. Zbrojovka Brünn   | 6  | 4 | 2 | 594 | 495 |
| 3. Partizani Tirana  | 6  | 3 | 3 | 574 | 473 |
| 4. AEL Limassol      | 6  | 0 | 6 | 323 | 677 |

### Gruppe F
| Team                       | Sp | S | N | P+  | P-  |
| -------------------------- | -- | - | - | --- | --- |
| 1. Joventut Freixenet      | 6  | 5 | 1 | 598 | 508 |
| 2. Parker Leiden           | 6  | 5 | 1 | 596 | 525 |
| 3. Södertälje BBK          | 6  | 2 | 4 | 479 | 544 |
| 4. Sutton & Crystal Palace | 6  | 0 | 6 | 499 | 595 |

## 2. Gruppenphase
Bei Punktgleichheit zweier oder dreier Teams entschied nicht das Korbverhältnis, sondern der direkte Vergleich untereinander.
| - 1. Spieltag: 11. Januar 1979 - 2. Spieltag: 18. Januar 1979 - 3. Spieltag: 25. Januar 1979 - 4. Spieltag: 1. Februar 1979 - 5. Spieltag: 8. Februar 1979 | - 6. Spieltag: 15. Februar 1979 - 7. Spieltag: 1. März 1979 - 8. Spieltag: 8. März 1979 - 9. Spieltag: 15. März 1979 - 10. Spieltag: 22. März 1979 |

### Gruppe G
| Team                  | Sp | S | N | P+  | P-  |
| --------------------- | -- | - | - | --- | --- |
| 1. Emerson Varese     | 10 | 7 | 3 | 819 | 763 |
| 2. KK Bosna Sarajevo  | 10 | 7 | 3 | 894 | 895 |
| 3. Maccabi Tel Aviv   | 10 | 6 | 4 | 839 | 779 |
| 4. Real Madrid        | 10 | 6 | 4 | 976 | 910 |
| 5. Joventut Freixenet | 10 | 3 | 7 | 860 | 892 |
| 6. Olympiakos Piräus  | 10 | 1 | 9 | 747 | 896 |

## Finale
Das Endspiel fand am 5. April 1979 in Grenoble statt.
|                | Ergebnis |                   |
| -------------- | -------- | ----------------- |
| Emerson Varese | 93:96    | KK Bosna Sarajevo |

- Final-Topscorer:  Žarko Varajić (KK Bosna Sarajevo): 45 Punkte